# Balzola
Balzola là một đô thị ở tỉnh Alessandria trong vùng Piedmont của Italia, có vị trí cách khoảng 60 km về phía đông của Torino và khoảng 35 km về phía tây bắc của Alessandria. Tại thời điểm ngày 31 tháng 12 năm 2004, đô thị này có dân số 1.440 người và diện tích là 16,7 km².
Balzola giáp các đô thị: Casale Monferrato, Costanzana, Morano sul Po, Rive, và Villanova Monferrato.